# La Roche-Derrien

La Roche-Derrien este o comună în departamentul  Côtes-d'Armor, Franța. În 1 ianuarie 2018 avea o populație de 1.111 de locuitori.